# Podi dei XXIII Giochi olimpici invernali
Le giornate dei XXIII Giochi olimpici invernali, che si sono svolti nella contea sudcoreana di Pyeongchang dal 9 al 25 febbraio 2018, sono state scandite dall'assegnazione delle medaglie nei vari eventi delle 15 discipline del programma.
Di seguito sono riportati i podi giorno per giorno come da calendario. Per le discipline con due e più atleti (dal pattinaggio di figura all'hockey su ghiaccio) si parla di squadra e la medaglia va assegnata alla nazione.

## Riepilogo

### 1ª giornata (10 febbraio)
| Disciplina              | Evento                      | Oro                 | Argento              | Bronzo             |
| Biathlon                | 7,5 km sprint femminile     | Laura Dahlmeier     | Marte Olsbu          | Veronika Vítková   |
| Pattinaggio di velocità | 3000 m femminile            | Carlijn Achtereekte | Ireen Wüst           | Antoinette de Jong |
| Salto con gli sci       | Trampolino normale maschile | Andreas Wellinger   | Johann André Forfang | Robert Johansson   |
| Sci di fondo            | Skiathlon 15 km femminile   | Charlotte Kalla     | Marit Bjørgen        | Krista Pärmäkoski  |
| Short track             | 1500 m maschile             | Lim Hyo-jun         | Sjinkie Knegt        | Semën Elistratov   |

### 2ª giornata (11 febbraio)
| Disciplina              | Evento                   | Oro                  | Argento                 | Bronzo                |
| Biathlon                | 10 km sprint maschile    | Arnd Peiffer         | Michal Krčmář           | Dominik Windisch      |
| Freestyle               | Gobbe femminile          | Perrine Laffont      | Justine Dufour-Lapointe | Julija Galyševa       |
| Pattinaggio di velocità | 5000 m maschile          | Sven Kramer          | Ted-Jan Bloemen         | Sverre Lunde Pedersen |
| Sci di fondo            | Skiathlon 30 km maschile | Simen Hegstad Krüger | Martin Johnsrud Sundby  | Hans Christer Holund  |
| Slittino                | Singolo maschile         | David Gleirscher     | Christopher Mazdzer     | Johannes Ludwig       |
| Snowboard               | Slopestyle maschile      | Redmond Gerard       | Maxence Parrot          | Mark McMorris         |

### 3ª giornata (12 febbraio)
| Disciplina              | Evento                        | Oro              | Argento                      | Bronzo                |
| Biathlon                | 12,5 km inseguimento maschile | Martin Fourcade  | Sebastian Samuelsson         | Benedikt Doll         |
| Biathlon                | 10 km inseguimento femminile  | Laura Dahlmeier  | Anastasija Kuz'mina          | Anaïs Bescond         |
| Freestyle               | Gobbe maschile                | Mikaël Kingsbury | Matt Graham                  | Daichi Hara           |
| Pattinaggio di figura   | Gara a squadre                | Canada           | Atleti Olimpici dalla Russia | Stati Uniti d'America |
| Pattinaggio di velocità | 1500 m femminile              | Ireen Wüst       | Miho Takagi                  | Marrit Leenstra       |
| Salto con gli sci       | Trampolino normale femminile  | Maren Lundby     | Katharina Althaus            | Sara Takanashi        |
| Snowboard               | Slopestyle femminile          | Jamie Anderson   | Laurie Blouin                | Enni Rukajärvi        |

### 4ª giornata (13 febbraio)
| Disciplina              | Evento             | Oro                    | Argento                | Bronzo                |
| Curling                 | Doppio misto       | Canada                 | Svizzera               | Norvegia              |
| Pattinaggio di velocità | 1500 m maschile    | Kjeld Nuis             | Patrick Roest          | Kim Min-seok          |
| Sci alpino              | Combinata maschile | Marcel Hirscher        | Alexis Pinturault      | Victor Muffat Jeandet |
| Sci di fondo            | Sprint maschile    | Johannes Høsflot Klæbo | Federico Pellegrino    | Aleksandr Bol'šunov   |
| Sci di fondo            | Sprint femminile   | Stina Nilsson          | Maiken Caspersen Falla | Julija Belorukova     |
| Short track             | 500 m femminile    | Arianna Fontana        | Yara van Kerkhof       | Kim Boutin            |
| Slittino                | Singolo femminile  | Natalie Geisenberger   | Dajana Eitberger       | Alex Gough            |
| Snowboard               | Halfpipe femminile | Chloe Kim              | Liu Jiayu              | Arielle Gold          |

### 5ª giornata (14 febbraio)
| Disciplina              | Evento             | Oro                | Argento               | Bronzo                  |
| Combinata nordica       | Trampolino normale | Eric Frenzel       | Akito Watabe          | Lukas Klapfer           |
| Pattinaggio di velocità | 1000 m femminile   | Jorien ter Mors    | Nao Kodaira           | Miho Takagi             |
| Slittino                | Doppio             | T. Wendl / T. Arlt | P. Penz / G. Fischler | T. Eggert / S. Benecken |
| Snowboard               | Halfpipe maschile  | Shaun White        | Ayumu Hirano          | Scotty James            |

### 6ª giornata (15 febbraio)
| Disciplina              | Evento                      | Oro                      | Argento             | Bronzo                          |
| Biathlon                | 15 km individuale femminile | Hanna Öberg              | Anastasija Kuz'mina | Laura Dahlmeier                 |
| Biathlon                | 20 km individuale maschile  | Johannes Thingnes Bø     | Jakov Fak           | Dominik Landertinger            |
| Pattinaggio di figura   | Coppie                      | A. Savchenko / B. Massot | W. Sui / C. Han     | M. Duhamel / E. Radford         |
| Pattinaggio di velocità | 10000 m maschile            | Ted-Jan Bloemen          | Jorrit Bergsma      | Nicola Tumolero                 |
| Sci alpino              | Discesa libera maschile     | Aksel Lund Svindal       | Kjetil Jansrud      | Beat Feuz                       |
| Sci alpino              | Slalom gigante femminile    | Mikaela Shiffrin         | Ragnhild Mowinckel  | Federica Brignone               |
| Sci di fondo            | 10 km femminile             | Ragnhild Haga            | Charlotte Kalla     | Krista Pärmäkoski Marit Bjørgen |
| Slittino                | Gara a squadre              | Germania                 | Canada              | Austria                         |
| Snowboard               | Snowboard cross maschile    | Pierre Vaultier          | Jarryd Hughes       | Regino Hernández                |

### 7ª giornata (16 febbraio)
| Disciplina              | Evento                    | Oro              | Argento                         | Bronzo              |
| Freestyle               | Salti femminile           | Hanna Hus'kova   | Zhang Xin                       | Kong Fanyu          |
| Pattinaggio di velocità | 5000 m femminile          | Esmee Visser     | Martina Sáblíková               | Natal'ja Voronina   |
| Sci alpino              | Supergigante maschile     | Matthias Mayer   | Beat Feuz                       | Kjetil Jansrud      |
| Sci alpino              | Slalom speciale femminile | Frida Hansdotter | Wendy Holdener                  | Katharina Gallhuber |
| Sci di fondo            | 15 km maschile            | Dario Cologna    | Simen Hegstad Krüger            | Denis Spitsov       |
| Skeleton                | Singolo maschile          | Yun Sung-bin     | Nikita Tregubov                 | Dom Parsons         |
| Snowboard               | Snowboard cross femminile | Michela Moioli   | Julia Pereira de Sousa-Mabileau | Eva Samková         |

### 8ª giornata (17 febbraio)
| Disciplina            | Evento                      | Oro                 | Argento            | Bronzo                       |
| Biathlon              | Partenza in linea femminile | Anastasija Kuz'mina | Dar"ja Domračava   | Tiril Eckhoff                |
| Freestyle             | Slopestyle femminile        | Sarah Höfflin       | Mathilde Gremaud   | Isabel Atkin                 |
| Pattinaggio di figura | Singolo maschile            | Yuzuru Hanyū        | Shōma Uno          | Javier Fernández             |
| Salto con gli sci     | Trampolino lungo            | Kamil Stoch         | Andreas Wellinger  | Robert Johansson             |
| Sci alpino            | Supergigante femminile      | Ester Ledecká       | Anna Veith         | Tina Weirather               |
| Sci di fondo          | Staffetta 4x5 km femminile  | Norvegia            | Svezia             | Atleti Olimpici dalla Russia |
| Short track           | 1000 m maschile             | Samuel Girard       | John-Henry Krueger | Seo Yi-ra                    |
| Short track           | 1500 m femminile            | Choi Min-jeong      | Li Jinyu           | Kim Boutin                   |
| Skeleton              | Singolo femminile           | Lizzy Yarnold       | Jacqueline Lölling | Laura Deas                   |

### 9ª giornata (18 febbraio)
| Disciplina              | Evento                     | Oro                 | Argento                      | Bronzo                 |
| Biathlon                | Partenza in linea maschile | Martin Fourcade     | Simon Schempp                | Emil Hegle Svendsen    |
| Freestyle               | Slopestyle maschile        | Øystein Bråten      | Nick Goepper                 | Alex Beaulieu-Marchand |
| Freestyle               | Salti maschile             | Oleksandr Abramenko | Jia Zongyang                 | Il'ja Burov            |
| Pattinaggio di velocità | 500 m femminile            | Nao Kodaira         | Lee Sang-hwa                 | Karolína Erbanová      |
| Sci alpino              | Slalom gigante maschile    | Marcel Hirscher     | Henrik Kristoffersen         | Alexis Pinturault      |
| Sci di fondo            | Staffetta 4x10 km maschile | Norvegia            | Atleti Olimpici dalla Russia | Francia                |

### 10ª giornata (19 febbraio)
| Disciplina              | Evento             | Oro                 | Argento       | Bronzo     |
| Bob                     | Bob a due maschile | Canada Germania     | Non assegnato | Lettonia   |
| Pattinaggio di velocità | 500 m maschile     | Håvard H. Lorentzen | Cha Min-kyu   | Gao Tingyu |
| Salto con gli sci       | Gara a squadre     | Norvegia            | Germania      | Polonia    |

### 11ª giornata (20 febbraio)
| Disciplina            | Evento                     | Oro                 | Argento                   | Bronzo                      |
| Biathlon              | Staffetta mista            | Francia             | Norvegia                  | Italia                      |
| Combinata nordica     | Trampolino lungo           | Johannes Rydzek     | Fabian Rießle             | Eric Frenzel                |
| Freestyle             | Halfpipe femminile         | Cassie Sharpe       | Marie Martinod            | Brita Sigourney             |
| Pattinaggio di figura | Danza su ghiaccio          | T. Virtue / S. Moir | G. Papadakis / G. Cizeron | M. Shibutani / A. Shibutani |
| Short track           | 3000 m staffetta femminile | Corea del Sud       | Italia                    | Paesi Bassi                 |

### 12ª giornata (21 febbraio)
| Disciplina              | Evento                           | Oro                      | Argento                     | Bronzo                   |
| Bob                     | Bob a due femminile              | M. Jamanka / L. Buckwitz | E. Meyers-Taylor / L. Gibbs | K. Humphries / P. George |
| Freestyle               | Ski cross maschile               | Brady Leman              | Marc Bischofberger          | Sergej Ridzik            |
| Pattinaggio di velocità | Inseguimento a squadre maschile  | Norvegia                 | Corea del Sud               | Paesi Bassi              |
| Pattinaggio di velocità | Inseguimento a squadre femminile | Giappone                 | Paesi Bassi                 | Stati Uniti d'America    |
| Sci alpino              | Discesa libera femminile         | Sofia Goggia             | Ragnhild Mowinckel          | Lindsey Vonn             |
| Sci di fondo            | Sprint a squadre maschile        | M.J. Sundby / J.H. Klæbo | D. Spicov / A. Bol'šunov    | M. Manificat / R. Jouve  |
| Sci di fondo            | Sprint a squadre femminile       | K. Randall / J. Diggins  | C. Kalla / S. Nilsson       | M. Bjørgen / M.C. Falla  |

### 13ª giornata (22 febbraio)
| Disciplina         | Evento                     | Oro                   | Argento          | Bronzo               |
| Biathlon           | Staffetta 4x6 km femminile | Bielorussia           | Svezia           | Francia              |
| Combinata nordica  | Gara a squadre             | Germania              | Norvegia         | Austria              |
| Freestyle          | Halfpipe maschile          | David Wise            | Alex Ferreira    | Nico Porteous        |
| Hockey su ghiaccio | Torneo femminile           | Stati Uniti d'America | Canada           | Finlandia            |
| Sci alpino         | Slalom speciale maschile   | André Myhrer          | Ramon Zenhäusern | Michael Matt         |
| Sci alpino         | Combinata femminile        | Michelle Gisin        | Mikaela Shiffrin | Wendy Holdener       |
| Short track        | 1000 m femminile           | Suzanne Schulting     | Kim Boutin       | Arianna Fontana      |
| Short track        | 500 m maschile             | Wu Dajing             | Hwang Dae-heon   | Lim Hyo-jun          |
| Short track        | 5000 m staffetta maschile  | Ungheria              | Cina             | Canada               |
| Snowboard          | Big air femminile          | Anna Gasser           | Jamie Anderson   | Zoi Sadowski-Synnott |

### 14ª giornata (23 febbraio)
| Disciplina              | Evento                      | Oro            | Argento             | Bronzo         |
| Biathlon                | Staffetta 4x7,5 km maschile | Svezia         | Norvegia            | Germania       |
| Freestyle               | Ski cross femminile         | Kelsey Serwa   | Brittany Phelan     | Fanny Smith    |
| Pattinaggio di figura   | Singolo femminile           | Alina Zagitova | Evgenija Medvedeva  | Kaetlyn Osmond |
| Pattinaggio di velocità | 1000 m maschile             | Kjeld Nuis     | Håvard H. Lorentzen | Kim Tae-yun    |

### 15ª giornata (24 febbraio)
| Disciplina              | Evento                             | Oro                   | Argento             | Bronzo               |
| Curling                 | Torneo maschile                    | Stati Uniti d'America | Svezia              | Svizzera             |
| Pattinaggio di velocità | Mass start maschile                | Lee Seung-hoon        | Bart Swings         | Koen Verweij         |
| Pattinaggio di velocità | Mass start femminile               | Nana Takagi           | Kim Bo-reum         | Irene Schouten       |
| Sci alpino              | Gara a squadre                     | Svizzera              | Austria             | Norvegia             |
| Sci di fondo            | 50 km maschile                     | Iivo Niskanen         | Aleksandr Bol'šunov | Andrej Lar'kov       |
| Snowboard               | Big air maschile                   | Sébastien Toutant     | Kyle Mack           | Billy Morgan         |
| Snowboard               | Slalom gigante parallelo maschile  | Nevin Galmarini       | Lee Sang-ho         | Žan Košir            |
| Snowboard               | Slalom gigante parallelo femminile | Ester Ledecká         | Selina Jörg         | Ramona T. Hofmeister |

### 16ª giornata (25 febbraio)
| Disciplina         | Evento                 | Oro                          | Argento                                          | Bronzo        |
| Bob                | Bob a quattro maschile | Germania Francesco Friedrich | Germania Nico Walther Corea del Sud Won Yun-jong | Non assegnato |
| Curling            | Torneo femminile       | Svezia                       | Corea del Sud                                    | Giappone      |
| Hockey su ghiaccio | Torneo maschile        | Atleti Olimpici dalla Russia | Germania                                         | Canada        |
| Sci di fondo       | 30 km femminile        | Marit Bjørgen                | Krista Pärmäkoski                                | Stina Nilsson |